# Isländische Fußballmeisterschaft 1950
Die isländische Fußballmeisterschaft 1950 war die 39. Spielzeit der höchsten isländischen Fußballliga.
Es nahmen fünf Teams am Bewerb teil, in dem jede Mannschaft jeweils einmal auf jede andere traf. KR Reykjavík gewann mit dem dritten Titel in Serie seine bisher 13. Meisterschaft und avancierte damit ex aequo mit Fram Reykjavík zum Rekordmeister.

## Abschlusstabelle
| Pl. | Verein             | Sp. | S | U | N | Tore    | Quote | Punkte |
| --- | ------------------ | --- | - | - | - | ------- | ----- | ------ |
| 1.  | KR Reykjavík (M)   | 4   | 2 | 2 | 0 | 007:300 | 2,33  | 06:20  |
| 2.  | Fram Reykjavík     | 4   | 2 | 1 | 1 | 008:400 | 2,00  | 05:30  |
| 3.  | ÍA Akranes         | 4   | 0 | 3 | 1 | 006:700 | 0,86  | 03:50  |
| 4.  | Víkingur Reykjavík | 4   | 1 | 1 | 2 | 008:110 | 0,73  | 03:50  |
| 5.  | Valur Reykjavík    | 4   | 1 | 1 | 2 | 005:900 | 0,56  | 03:50  |

| (M) | amtierender isländischer Meister |

### Kreuztabelle
Die Kreuztabelle stellt die Ergebnisse aller Spiele dieser Saison dar. Die Heimmannschaft ist in der ersten Spalte aufgelistet, die Gastmannschaft in der obersten Reihe. Die Ergebnisse sind immer aus Sicht der Heimmannschaft angegeben.
| 1950               | Fram Reykjavík | KR Reykjavík |     | Víkingur Reykjavík | ÍA Akranes |
| Fram Reykjavík     |                | 0:1          | 4:1 | 4:2                | 0:0        |
| KR Reykjavík       | –              |              | 3:0 | 2:2                | 1:1        |
| Valur Reykjavík    | –              | –            |     | 2:0                | 2:2        |
| Víkingur Reykjavík | –              | –            | –   |                    | 4:3        |
| ÍA Akranes         | –              | –            | –   | –                  |            |